# Atletika na Letních olympijských hrách 1948
Atletika na Letních olympijských hrách v roce 1948, které se konaly v Londýně, zahrnovala 33 atletických disciplín, z toho 24 pro muže a 9 pro ženy. Celkem bylo uděleno 99 medailí (33 zlatých, 33 stříbrných, 33 bronzových).

## Muži
| Disciplína               | Zlato                                                                                           | Výkon     | Stříbro                                                                                   | Výkon     | Bronz                                                                                | Výkon     |
| 100 m                    | Harrison Dillard · Spojené státy americké (USA)                                                 | 10.3      | Barney Ewell · Spojené státy americké (USA)                                               | 10.4      | Lloyd LaBeach · Panama (PAN)                                                         | 10.6      |
| 200 m                    | Melvin Patton · Spojené státy americké (USA)                                                    | 21.1      | Barney Ewell · Spojené státy americké (USA)                                               | 21.1      | Lloyd LaBeach · Panama (PAN)                                                         | 21.2      |
| 400 m                    | Arthur Wint · Jamajka (JAM)                                                                     | 46.2      | Herb McKenley · Jamajka (JAM)                                                             | 46.4      | Mal Whitfield · Spojené státy americké (USA)                                         | 46.8      |
| 800 m                    | Mal Whitfield · Spojené státy americké (USA)                                                    | 1:49.2    | Arthur Wint · Jamajka (JAM)                                                               | 1:49.5    | Marcel Hansenne · Francie (FRA)                                                      | 1:49.8    |
| 1500 m                   | Henry Eriksson · Švédsko (SWE)                                                                  | 3:49.8    | Lennart Strand · Švédsko (SWE)                                                            | 3:50.4    | Willem Slijkhuis · Nizozemsko (NED)                                                  | 3:50.4    |
| 5000 metrů               | Gaston Reiff · Belgie (BEL)                                                                     | 14:17.6   | Emil Zátopek · Československo (TCH)                                                       | 14:17.8   | Willem Slijkhuis · Nizozemsko (NED)                                                  | 14:26.8   |
| 10 000 metrů             | Emil Zátopek · Československo (TCH)                                                             | 29:59.6   | Alain Mimoun · Francie (FRA)                                                              | 30:47.4   | Bertil Albertsson · Švédsko (SWE)                                                    | 30:53.6   |
| 110 m překážek           | William Porter · Spojené státy americké (USA)                                                   | 13.9      | Clyde Scott · Spojené státy americké (USA)                                                | 14.1      | Craig Dixon · Spojené státy americké (USA)                                           | 14.1      |
| 400 metrů překážek       | Roy Cochran · Spojené státy americké (USA)                                                      | 51.1      | Duncan White · Cejlon (CEY)                                                               | 51.8      | Rune Larsson · Švédsko (SWE)                                                         | 52.2      |
| 3000 m překážek          | Tore Sjöstrand · Švédsko (SWE)                                                                  | 9:04.6    | Erik Elmsäter · Švédsko (SWE)                                                             | 9:08.2    | Göte Hagström · Švédsko (SWE)                                                        | 9:11.8    |
| 4 × 100 m štafeta        | Spojené státy americké (USA) · Barney Ewell · Lorenzo Wright · Harrison Dillard · Melvin Patton | 40.6      | Velká Británie (GBR) · Alastair McCorquodale · John Gregory · Kenneth Jones · John Archer | 41.3      | Itálie (ITA) · Michele Tito · Enrico Perucconi · Carlo Monti · Antonio Siddi         | 41.5      |
| 4 × 400 m štafeta        | Spojené státy americké (USA) · Roy Cochran · Cliff Bourland · Arthur Harnden · Mal Whitfield    | 3:10.4    | Francie (FRA) · Jean Kerebel · Francis Schewetta · Robert Chef D'Hotel · Jacques Lunis    | 3:14.8    | Švédsko (SWE) · Kurt Lundquist · Lars-Erik Wolfbrandt · Folke Alnevik · Rune Larsson | 3:16.0    |
| Maratonský běh           | Delfo Cabrera · Argentina (ARG)                                                                 | 2:34:51.6 | Tom Richards · Velká Británie (GBR)                                                       | 2:35:07.6 | Étienne Gailly · Belgie (BEL)                                                        | 2:35:33.6 |
| Chůze na 10 km (silnice) | John Mikaelsson · Švédsko (SWE)                                                                 | 45:13.2   | Ingemar Johansson · Švédsko (SWE)                                                         | 45:43.8   | Fritz Schwab · Švýcarsko (SUI)                                                       | 46:00.2   |
| Chůze na 50 km (silnice) | John Ljunggren · Švédsko (SWE)                                                                  | 4:41:52   | Gaston Godel · Švýcarsko (SUI)                                                            | 4:48:17   | Tebbs Lloyd Johnson · Velká Británie (GBR)                                           | 4:48:31   |
| Skok do dálky            | Willie Steele · Spojené státy americké (USA)                                                    | 7.825 m   | Theo Bruce · Austrálie (AUS)                                                              | 7.55 m    | Herbert Douglas · Spojené státy americké (USA)                                       | 7.54 m    |
| Trojskok                 | Arne Åhman · Švédsko (SWE)                                                                      | 15.40 m   | George Avery · Austrálie (AUS)                                                            | 15.36 m   | Ruhi Sarialp · Turecko (TUR)                                                         | 15.02 m   |
| Skok do výšky            | John Winter · Austrálie (AUS)                                                                   | 1.98 m    | Bjorn Paulson · Norsko (NOR)                                                              | 1.95 m    | George Stanich · Spojené státy americké (USA)                                        | 1.95 m    |
| Skok o tyči              | Guinn Smith · Spojené státy americké (USA)                                                      | 4.30 m    | Erkki Kataja · Finsko (FIN)                                                               | 4.20 m    | Robert Richards · Spojené státy americké (USA)                                       | 4.20 m    |
| Vrh koulí                | Wilbur Thompson · Spojené státy americké (USA)                                                  | 17.12 m   | Jim Delaney · Spojené státy americké (USA)                                                | 16.68 m   | Jim Fuchs · Spojené státy americké (USA)                                             | 16.42 m   |
| Hod diskem               | Adolfo Consolini · Itálie (ITA)                                                                 | 52.78 m   | Giuseppe Tosi · Itálie (ITA)                                                              | 51.78 m   | Fortune Gordien · Spojené státy americké (USA)                                       | 50.77 m   |
| Hod oštěpem              | Tapio Rautavaara · Finsko (FIN)                                                                 | 69.77 m   | Steve Seymour · Spojené státy americké (USA)                                              | 67.56 m   | József Várszegi · Maďarsko (HUN)                                                     | 67.03 m   |
| Hod kladivem             | Imre Németh · Maďarsko (HUN)                                                                    | 56.07 m   | Ivan Gubijan · Jugoslávie (YUG)                                                           | 54.27 m   | Robert Bennett · Spojené státy americké (USA)                                        | 53.73 m   |
| Desetiboj                | Bob Mathias · Spojené státy americké (USA)                                                      | 7139 bodů | Ignace Heinrich · Francie (FRA)                                                           | 6974 bodů | Floyd Simmons · Spojené státy americké (USA)                                         | 6950 bodů |

## Ženy
| Disciplína        | Zlato | Výkon   | Stříbro                                                                                      | Výkon   | Bronz                                                                                 | Výkon   |
| 100 m             | Fanny Blankers-Koenová · Nizozemsko (NED)                                                                                    | 11.9    | Dorothy Manleyová · Velká Británie (GBR)                                                     | 12.2    | Shirley Stricklandová · Austrálie (AUS)                                               | 12.2    |
| 200 m             | Fanny Blankers-Koenová · Nizozemsko (NED)                                                                                    | 24.4    | Audrey Williamsonová · Velká Británie (GBR)                                                  | 25.1    | Audrey Pattersonová · Spojené státy americké (USA)                                    | 25.2    |
| 80 metrů překážek | Fanny Blankers-Koenová · Nizozemsko (NED)                                                                                    | 11.2    | Maureen Gardnerová · Velká Británie (GBR)                                                    | 11.2    | Shirley Stricklandová · Austrálie (AUS)                                               | 11.4    |
| 4 × 100 m štafeta | Nizozemsko (NED) · Xenia Stad-de Jongová · Netty Witziers-Timmerová · Gerda van der Kade-Koudijsová · Fanny Blankers-Koenová | 47.5    | Austrálie (AUS) · Shirley Stricklandová · June Mastonová · Betty McKinnonová · Joyce Kingová | 47.6    | Kanada (CAN) · Viola Myersová · Nancy MacKayová · Diane Fosterová · Patricia Jonesová | 47.8    |
| Skok do dálky     | Olga Gyarmatiová · Maďarsko (HUN)                                                                                            | 5.695 m | Noëmi Simonetto de Portelaová · Argentina (ARG)                                              | 5.60 m  | Ann-Britt Leymanová · Švédsko (SWE)                                                   | 5.575 m |
| Skok do výšky     | Alice Coachmanová · Spojené státy americké (USA)                                                                             | 1.68 m  | Dorothy Tylerová · Velká Británie (GBR)                                                      | 1.68 m  | Micheline Ostermeyerová · Francie (FRA)                                               | 1.61 m  |
| Vrh koulí         | Micheline Ostermeyerová · Francie (FRA)                                                                                      | 13.75 m | Amelia Piccininiová · Itálie (ITA)                                                           | 13.09 m | Ine Schäfferová · Rakousko (AUT)                                                      | 13.08 m |
| Hod diskem        | Micheline Ostermeyerová · Francie (FRA)                                                                                      | 41.92 m | Edera Cordialeová · Itálie (ITA)                                                             | 41.17 m | Jacqueline Mazéasová · Francie (FRA)                                                  | 40.47 m |
| Hod oštěpem       | Herma Baumová · Rakousko (AUT)                                                                                               | 45.57 m | Kaisa Parviainenová · Finsko (FIN)                                                           | 43.79 m | Lily Carlstedtová · Dánsko (DEN)                                                      | 42.08 m |

## Medailové pořadí
| Umístění | Stát                   | Zlato | Stříbro | Bronz | Celkem |
| -------- | ---------------------- | ----- | ------- | ----- | ------ |
| 1        | Spojené státy americké | 12    | 5       | 10    | 27     |
| 2        | Švédsko                | 5     | 3       | 5     | 13     |
| 3        | Nizozemsko             | 4     | 0       | 2     | 6      |
| 4        | Francie                | 2     | 3       | 3     | 8      |
| 5        | Maďarsko               | 2     | 0       | 1     | 3      |
| 6        | Austrálie              | 1     | 3       | 2     | 6      |
| 7        | Itálie                 | 1     | 3       | 1     | 5      |
| 8        | Finsko                 | 1     | 2       | 0     | 3      |
| 8        | Jamajka                | 1     | 2       | 0     | 3      |
| 10       | Argentina              | 1     | 1       | 0     | 2      |
| 10       | Československo         | 1     | 1       | 0     | 2      |
| 12       | Rakousko               | 1     | 0       | 1     | 2      |
| 12       | Belgie                 | 1     | 0       | 1     | 2      |
| 14       | Velká Británie         | 0     | 6       | 1     | 7      |
| 15       | Švýcarsko              | 0     | 1       | 1     | 2      |
| 16       | Cejlon                 | 0     | 1       | 0     | 1      |
| 16       | Norsko                 | 0     | 1       | 0     | 1      |
| 16       | Jugoslávie             | 0     | 1       | 0     | 1      |
| 19       | Panama                 | 0     | 0       | 2     | 2      |
| 20       | Kanada                 | 0     | 0       | 1     | 1      |
| 20       | Dánsko                 | 0     | 0       | 1     | 1      |
| 20       | Turecko                | 0     | 0       | 1     | 1      |